# He Could Be the One
«He Could Be the One» es una canción pop de la cantante y actriz Miley Cyrus, actuando como Hannah Montana —el alter ego de Miley Stewart— un personaje que interpretó en la serie de televisión de Disney Channel Hannah Montana. Kara DioGuardi y Mitch Allan la compusieron y la produjeron. Radio Disney la publicó el 12 de junio de 2009 como promoción para un episodio del mismo título y la tercera banda sonora de la serie, Hannah Montana 3. Una versión en karaoke está disponible en Disney's Karaoke Series: Hannah Montana 3. Contiene elementos de country pop en su música.
Se convirtió en el tema mejor posicionado de Cyrus como Montana, ya que alcanzó el top veinte en Noruega y los Estados Unidos. Ocupó el puesto número diez en el Billboard Hot 100, y se convirtió así en el primer sencillo top diez de Cyrus como Montana. Disney Channel estrenó el vídeo musical que la acompaña el 12 de junio de 2009. En él, aparecen varios clips de distintos episodios de Hannah Montana.

## Antecedentes y composición
Kara DioGuardi y Mitch Allan compusieron «He Could Be the One». DioGuardi compuso un total de cuatro canciones para Hannah Montana 3, mientras que Allan dos. Una versión en karaoke está disponible en Disney's Karaoke Series: Hannah Montana 3. La canción se estrenó en Radio Disney el 12 de junio de 2009, a fin de promover la banda sonora y un episodio de Hannah Montana del mismo título.
«He Could Be the One» es una canción pop con una duración de tres minutos. Según Allmusic, su género tiene algunas influencias de teen pop, mientras que Warren Truitt de About.com señaló sus elementos de música country con un pop rock «gaseoso». La canción se encuentra en un compás de 4/4 y tiene un tempo moderado de 132 pulsaciones por minuto. Está compuesta en la tonalidad de mi mayor y la voz de Cyrus abarca dos octavas, desde si3 a mi5. Truitt describió la voz de Cyrus con un ligero tañido ronco. La letra de «He Could Be the One», de acuerdo con él, es acerca de un enamoramiento especial.

## Recepción

### Crítica
Warren Truitt de About.com, después de escuchar «He Could Be the One», recordó inmediatamente la voz de Shania Twain, debido a su música y la voz de Cyrus en la pista. «Tiro un poco de Gwen Stefani, Joan Jett y Avril Lavigne, y producido con algunos [...] de Radio Disney». Truitt agregó acerca de las influencias de la canción. Posteriormente lo listó como la séptima mejor canción de Hannah Montana.

### Comercial
Como no fue lanzado como un sencillo, «He Could Be the One» recibió un airplay exclusivo de Radio Disney, por lo tanto sus apariciones en las listas consistían principalmente de descargas digitales. Debutó en el número dos en la lista Digital Songs, lo que llevó a una aparición en el Billboard Hot 100, en la semana del 25 de julio de 2009. «He Could Be the One» debutó y alcanzó el puesto número diez en el Billboard Hot 100, y se convirtió en la posición más alta en la lista de Montana. Entró en el puesto noventa y siete del Canadian Hot 100, y pasó una semana en la lista. «He Could Be the One» apareció en el puesto número sesenta y cuatro del conteo Australian Singles Chart, y se convirtió en su mejor posición en Australia. En la semana del 5 de enero de 2010, alcanzó en el puesto número trece en el Norwegian Singles Chart, e hizo la primera entrada de Cyrus como Montana en Noruega.

## Vídeo musical
El vídeo musical de la canción se estrenó el 12 de junio de 2009 en Disney Channel. Comienza con un discurso narrador, que dice: «Boyfriends, one's a heartbreaker. One's got a lot of heart. Miley Stewart wants to know who could be the one» («Novios, uno es un rompecorazones. Otro tiene un gran corazón. Miley Stewart quiere saber quién podría ser indicado»), cuando los actores estadounidenses Cody Linley y Drew Roy se introducen. En el episodio «He Could Be the One», Linley retrata a Jake Ryan, el amor de Stewart por mucho tiempo y el exnovio, y Roy retrata a Jesse, un guitarrista que finalmente la atrae. Stewart, a continuación, se ve sosteniendo un par de fotografías de los dos, en confusión. En el resto del vídeo, clips de numerosos episodios de Hannah Montana están integrados. Concluye con una escena de Stewart gruñendo cuando sostiene de nuevo las fotografías y golpea contra una cama.

## Listas
| País (Lista 2009) | Mejor posición |
| ----------------- | -------------- |
| Australia         | 64             |
| Canadá            | 97             |
| Estados Unidos    | 10             |
| Noruega           | 13             |

## Certificaciones
| País (Organismo certificador) | Certificaciones | Ventas certificadas | Ref.   |
| ----------------------------- | --------------- | ------------------- | ------ |
| Estados Unidos (RIAA)         | Platino         | 1 000               | [ 16 ] |